# Wang Guangmei
Pour les articles homonymes, voir Wang (patronyme).
Wang Guangmei (chinois simplifié : 王光美 pinyin : Wáng Guāngmĕi), née le 26 septembre 1921 à Tianjin et morte le 13 octobre 2006 à Pékin, était la femme de Liu Shaoqi, l'un des dirigeants du Parti communiste chinois et de la république populaire de Chine.
Emprisonnée en 1967 lors de la révolution culturelle, elle apprend, lors de sa libération en 1979, la mort en détention de son mari, dix ans plus tôt. Elle est réhabilitée par les nouveaux dirigeants communistes postmaoïstes.

## Biographie
En 1945, elle obtint son diplôme de physique atomique à l'Université catholique Fu-Jen de Pékin. Femme sophistiquée, elle parlait le français, l'anglais et le russe. Son père fut un ministre de la république de Chine. Elle travailla comme traductrice et médiatrice entre Tchang Kaï-chek et Mao Zedong après la Seconde Guerre mondiale. Cette médiation était conduite par George Marshall pour tenter d'éviter la guerre civile en Chine, et de nombreux Américains présents l'admirèrent. Elle fut plus tard accusée d'être une espionne américaine.
Elle devint membre du Parti communiste chinois en 1948.
Du 12 avril au 16 mai 1963, elle accompagne publiquement son mari Liu Shaoqi dans une tournée diplomatique en Asie du Sud-Est (Indonésie, Birmanie, Vietnam et Cambodge). Il s'agit de la première fois qu'un président chinois effectue une visite d'État en compagnie de sa femme.
En 1967 Liu Shaoqi et elle furent arrêtés par les gardes rouges.  En janvier 1967, alors qu'elle se trouvait dans une enceinte sécurisée mise en place par Zhou Enlai à Pékin, elle fut attirée à l'extérieur par un subterfuge. Les étudiants de l'université Tsinghua la contactèrent pour l'avertir que sa fille, renversée par une voiture, se trouvait à l'hôpital. Une fois hors de l'enceinte, les gardes rouges s'emparèrent d'elle et la soumirent à diverses humiliations. Dès que Zhou Enlai l'apprit, il engagea des négociations et obtint sa libération. Par la suite, elle fut de nouveau emprisonnée, torturée et traitée comme une prostituée. 
En effet, elle est de nouveau arrêtée, par la garde personnelle de Mao, en avril 1967. Le 10 avril, sur le campus de l'université de Tsinghua, 300 000 spectateurs assistent à l'humiliation de Wang Guangmei et de près de 300 autres « révisionnistes engagés sur la voie du capitalisme ».
Elle est emprisonnée le 13 septembre 1967.
Liu Shaoqi fut tué ainsi que certains de leurs enfants. Wang Guangmei fut libérée en 1979 et devint directrice du bureau des affaires étrangères de l'Académie chinoise des sciences sociales. 
Elle consacra le reste de sa vie à des œuvres caritatives.
En 2000, elle publie avec son fils  Liu Yuan , Le Liu Shaoqi que vous ne connaissez pas (éditions du Peuple du Henan).
À sa mort, l'État refusa de lui faire des funérailles nationales sous prétexte qu'elle n'était pas d'un rang assez élevé, mais surtout pour éviter de réveiller des sensibilités liées à la révolution culturelle.